# Колонна Гелиодора
Коло́нна Гелиодо́ра была воздвигнута предположительно в 113 году до н. э. в центральной Индии в Видише, недалеко от современного города Беснагар в штате Мадхья-Прадеш. Согласно надписи на колонне, её установил греческий посол индо-греческого царя Антиалкида по имени Гелиодор. Колонна расположена в 8 километрах от известной буддистской ступы в Санчи.
Колонну Гелиодор посвятил Васудеве, которого он в надписи называет богом Богов. Колонну венчала статуя Гаруды, и стояла она перед входом в храм Васудевы.
На колонне существует две надписи брахми:
Первая надпись описывает то, кем был Гелиодор и каково было его отношение к царству Сунга и индо-греческим царям.
Надпись говорит о том, что Гелиодор был бхагаватой, что на санскрите означает «поклоняющийся, почитающий Бхагавана». По мнению учёных, эта надпись показывает, что Гелиодор был одним из греков, обратившихся в вайшнавизм и поклонявшихся Кришне ещё во II веке до н. э. Гелиодор рассматривается учёными как последователь религии бхагавата, которая представляла собой раннюю форму кришнаизма.
Вторая надпись, только частично сохранившаяся, описывает некоторые детали веры, к которой принадлежал Гелиодор: